# Championnat de France féminin de rugby à XV de 2e division 2023-2024
Navigation
Élite 2 2022-2023 Élite 2 2024-2025
Le championnat de France féminin de rugby à XV de 2e division 2023-2024 ou Élite 2 2023-2024 se déroule d'octobre 2023 à juin 2024. Il oppose les dix clubs du deuxième échelon national de rugby à XV féminin.
La saison se déroule selon en deux phases : une phase qualificative au format de poule unique où toutes les équipes s'affrontent en matchs aller-retour, et une phase finale. Il y a trois relégations en fin de saison. Le champion dispute un barrage d'accession contre une équipe d'Élite 1.

## Participants
Pour la saison 2023-2024, l'Élite 2 est constituée de la façon suivante :
- huit clubs du championnat Élite 2 2022-2023,
- deux clubs promus de la Fédérale 1 2022-2023.

Alors que l'USA Limoges était engagée pour la compétition, le club déclare forfait fin août avant l'ouverture du championnat, en raison de « l'évolution des règlementations fédérales ainsi que la difficulté de recruter des joueuses de premières lignes » ; l'équipe n'est pas remplacée, et chacun de ses adversaires est crédité de deux victoires 25 à 0.
| \| Brive-la-Gaillarde Clermont-Ferrand Dax Joué-lès-Tours Nogent-sur-Marne Limoges Perpignan La Rochelle Valkyries Normandie RC Toulon \| Localisation des clubs (2022-2023) |
| Brive-la-Gaillarde Clermont-Ferrand Dax Joué-lès-Tours Nogent-sur-Marne Limoges Perpignan La Rochelle Valkyries Normandie RC Toulon                                          |

| Club                            | Classement 2022-2023        | Entraîneur en chef                               | Stade                                    | Ville                                  |
| ------------------------------- | --------------------------- | ------------------------------------------------ | ---------------------------------------- | -------------------------------------- |
| Stade rochelais                 | 1er                         | Alexandre Barès Florian Ninard                   | Plaine des Jeux Colette-Besson           | La Rochelle                            |
| Valkyries Normandie RC          | 3e                          | Jean-François Mouton Cyrille Lloza               | Stade Jean-Mermoz                        | Rouen                                  |
| RC Toulon Provence Méditerranée | 4e                          | Stéphane Gamonet Baptiste Roffinella             | Stade Léo-Lagrange Stade Guy-Moquet      | Toulon La Garde                        |
| USAP XV                         | 5e                          |                                                  | Stade Roger-Ramis                        | Perpignan                              |
| Rugby Clermont La Plaine        | 6e                          | Jéremy Catalan Florent Très                      | Stade Camille-et-Edmond-Leclanché        | Clermont-Ferrand                       |
| USA Limoges                     | 7e                          | -                                                | Stade de Beaublanc                       | Limoges                                |
| US Dax                          | 8e                          | Christophe Lebert Chris Ndombi                   | Stade Colette-Besson Stade Maurice-Boyau | Dax                                    |
| US Joué                         | 9e                          | Antoine Ruel Sebastian Ungureanu Kenny Daamouche | Stade Pierre-Albaladejo                  | Joué-lès-Tours                         |
| CA Brive                        | Champion (Fédérale 1)       | -                                                | -                                        | Brive-la-Gaillarde                     |
| Union des bords de Marne        | Demi-finaliste (Fédérale 1) | Earvin Journot                                   | Stade Octave-Lapize Parc du Tremblay     | Villiers-sur-Marne Champigny-sur-Marne |

## Résumé des résultats

### Phase régulière
La compétition se déroule sous la forme d'une poule unique de 10 équipes en matchs « aller-retour ».
Les clubs classés de la 1re à la 4e place sont qualifiés pour les demi-finales qui se déroulent sur le terrain des équipes les mieux classées.
Les clubs classés à la 8e, 9e et 10e place du classement à l'issue de la phase qualificative sont relégués en Fédérale 1 Féminine pour la saison 2024-2025.

### Classement de la phase régulière
L'US Dax déclare forfait pour le match contre les Valkyries Normandie RC comptant pour la 14e journée. 
| Rang | Club                            | J  | V  | N | D  | Bo | Bd | Pm  | Pe  | Diff | Pts |
| ---- | ------------------------------- | -- | -- | - | -- | -- | -- | --- | --- | ---- | --- |
| 1    | Stade rochelais                 | 18 | 17 | 0 | 1  | 14 | 1  | 654 | 106 | +548 | 86  |
| 2    | Valkyries Normandie RC          | 18 | 16 | 0 | 2  | 10 | 0  | 441 | 129 | +312 | 77  |
| 3    | RC Toulon Provence Méditerranée | 18 | 13 | 0 | 5  | 9  | 2  | 440 | 213 | +227 | 66  |
| 4    | USAP XV féminin                 | 18 | 10 | 0 | 8  | 5  | 5  | 366 | 248 | +118 | 53  |
| 5    | CA Brive P                      | 18 | 10 | 0 | 8  | 3  | 2  | 302 | 387 | -85  | 48  |
| 6    | Rugby Clermont La Plaine        | 18 | 7  | 0 | 11 | 4  | 5  | 340 | 325 | +15  | 40  |
| 7    | US Dax                          | 18 | 7  | 0 | 11 | 3  | 3  | 249 | 413 | -164 | 35  |
| 8    | US Joué                         | 18 | 6  | 0 | 12 | 3  | 1  | 186 | 416 | -230 | 31  |
| 9    | Coyotes-UBM94 P                 | 18 | 4  | 0 | 14 | 2  | 3  | 167 | 458 | -291 | 24  |
| 10   | USA Limoges                     | 18 | 0  | 0 | 18 | 0  | 0  | 0   | 450 | -450 | -33 |

|  | Demi-finales à domicile    |
|  | Demi-finales à l'extérieur |
|  | Relégués en Fédérale 1     |
|  | Forfait général            |
|  | P : promu 2023             |

### Phase finale
La finale se joue sur terrain neutre, au stade Pierre-Rajon de Bourgoin-Jallieu, dans le cadre de la journée des finales féminines.
|  | Demi-finales                    | Demi-finales                    |                 |    | Finale                                              | Finale                                              |
|  | Demi-finales                    | Demi-finales                    |                 |    | Finale                                              | Finale                                              |
|  |                                 |                                 |                 |    |                                                     |                                                     |
|  | juin 2024                       | juin 2024                       |                 |    | 8 juin 2024 au Stade Pierre-Rajon, Bourgoin-Jallieu | 8 juin 2024 au Stade Pierre-Rajon, Bourgoin-Jallieu |
|  | juin 2024                       | juin 2024                       |                 |    | 8 juin 2024 au Stade Pierre-Rajon, Bourgoin-Jallieu | 8 juin 2024 au Stade Pierre-Rajon, Bourgoin-Jallieu |
|  | Stade rochelais                 | 52                              |                 |    | 8 juin 2024 au Stade Pierre-Rajon, Bourgoin-Jallieu | 8 juin 2024 au Stade Pierre-Rajon, Bourgoin-Jallieu |
|  | Stade rochelais                 | 52                              |                 |    | 8 juin 2024 au Stade Pierre-Rajon, Bourgoin-Jallieu | 8 juin 2024 au Stade Pierre-Rajon, Bourgoin-Jallieu |
|  | USAP XV féminin                 | 3                               |                 |    | 8 juin 2024 au Stade Pierre-Rajon, Bourgoin-Jallieu | 8 juin 2024 au Stade Pierre-Rajon, Bourgoin-Jallieu |
|  | USAP XV féminin                 | 3                               | Stade rochelais | 30 |                                                     |                                                     |
|  | juin 2024                       |                                 | Stade rochelais | 30 |                                                     |                                                     |
|  |                                 | RC Toulon Provence Méditerranée | 19              |    |                                                     |                                                     |
|  | Valkyries Normandie RC          | RC Toulon Provence Méditerranée | 19              | 10 |                                                     |                                                     |
|  | Valkyries Normandie RC          |                                 |                 | 10 |                                                     |                                                     |
|  | RC Toulon Provence Méditerranée | 13                              |                 |    |                                                     |                                                     |
|  | RC Toulon Provence Méditerranée | 13                              |                 |    |                                                     |                                                     |

| Finale Samedi 8 juin | Stade rochelais | 30 - 19 (17 - 12) | RC Toulon Provence Méditerranée | Stade Pierre-Rajon, Bourgoin-Jallieu Arbitre : Bérénice Braley |
| Finale Samedi 8 juin | Essai(s) : 3 Caplice (28e), Moussac Boutier (36e), Renaudin (75e) Transformation(s) : 3 Renaudin (28e, 36e), Couderchet (75e) Pénalité(s) : 3 Renaudin (28e, 36e), Couderchet (59e) Carton(s) jaune(s) : Bougenot (33e) | Rapport           | Essai(s) : 3 Tetua (24e), Latonelle (40e), Hardy (41e) Transformation(s) : 2 Bergeron (40e, 41e) Carton(s) jaune(s) : Agricole (33e) | Stade Pierre-Rajon, Bourgoin-Jallieu Arbitre : Bérénice Braley |
| Finale Samedi 8 juin | | Rapport           | | Stade Pierre-Rajon, Bourgoin-Jallieu Arbitre : Bérénice Braley |

### Match d'accession
Le vainqueur de la rencontre est promu en Élite 1 pour la saison 2024-2025 tandis que le perdant est reversé en Élite 2.
| 16 juin 2022 15 h | Stade rochelais | 6 - 26 (3 - 12) | AC Bobigny 93                                             | Stade Marcel-Deflandre, La Rochelle Arbitre : Mathieu Dagon |
| 16 juin 2022 15 h | Pénalité(s) : 2 | Rapport         | Essai(s) : 4 Transformation(s) : 3 Carton(s) jaune(s) : 1 | Stade Marcel-Deflandre, La Rochelle Arbitre : Mathieu Dagon |
| 16 juin 2022 15 h |                 | Rapport         |                                                           | Stade Marcel-Deflandre, La Rochelle Arbitre : Mathieu Dagon |